# Березовчук Лариса Миколаївна
Лари́са Микола́ївна Березовчу́к (рос. Лариса Николаевна Березовчук; 1948, Київ) — російська поетеса, перекладач, літературознавець, критик. Кандидат мистецтвознавства. Доцент.

## Біографія
Лариса Миколаївна Березовчук народилася 1948 року в Києві. Закінчила історико-теоретичний факультет Київської консерваторії, аспірантуру Ленінградського інституту театру, музики та кінематографії.
Викладала в Київському театральному інституті. Після Чорнобильської катастрофи мешкає в Санкт-Петербурзі. Старший науковий співробітник сектору кіно Російського інституту історії мистецтв.
Від 1990 року пише вірші.